# Эдита Мерсийская
Эдита Мерсийская  (англ. Edith of Mercia) или Алдита (Aldgyth) от Эальдгют (др.-англ. Ealdgyth) (? — после 1070 года) — дочь правителя Мерсии Эльфгара, жена правителя Уэльса Грифида ап Лливелина, затем — королева-консорт Англии при втором муже Гарольде II Годвинсоне.

## Происхождение
Эдита Мерсийская родилась в семье правителя Мерсии Эльфгара и его жены Эльфгифу. У неё были два брата — Эдвин и Моркар. По отцовской линии Эдита была внучкой графа Леофрика, одного из наиболее могущественных магнатов англосаксонской Британии середины XI века, и знаменитой Леди Годивы. По материнской линии она приходилась внучкой Моркару Нортумбрийскому и его жене Алдите.

## Брак
В 1058 году Эдита вышла замуж за Грифида Уэльского, короля Гвинеда, Гвента, Гливисинга, Поуиса и Дехейбарта. У них родилось трое детей:
- Неста верх Грифид

Как свидетельствует «Хроника принцев», Грифид был убит собственными воинами 5 августа 1063 года в Сноудонии.
Спустя год, в 1064, в Йорке Эдите вышла замуж во второй раз. Её мужем стал граф Уэссекский Гарольд. В 1066 году он стал королём Англии, а Эдита — королевой-консортом. В том же году 14 октября Гарольд пал в битве при Гастингсе, а в декабре родился их сын Гарольд. 
Два сына:
- Гарольд (1067 - 1098)
- Ульф (1067 - 1087)